# Сан Бернолфо (Кунео)
Сан Бернолфо је насеље у Италији у округу Кунео, региону Пијемонт.
Према процени из 2011. у насељу је живело 10 становника. Насеље се налази на надморској висини од 1670 м.